# Sony Xperia XA1
Il Sony Xperia XA1 è uno smartphone di fascia media presentato da Sony al Mobile World Congress di febbraio 2017 e messo in vendita da aprile 2017.
È inoltre stata presentata contemporaneamente la versione Xperia XA1 Ultra, che presenta le stesse specifiche dell'XA1 a eccezione dello schermo, che diventa un 6 pollici Full HD, della fotocamera anteriore (che diventa una 16 megapixel con flash LED anteriore), della ricezione di più bande LTE e dei tagli di memoria (4 GB di RAM anziché 3 e 32 o 64 GB di memoria interna espandibile). Anche la batteria (2700 mAh), le dimensioni (165 x 79 x 8.1 mm) e il peso (188 grammi) sono maggiori.
All'IFA 2017 di Berlino viene presentato, insieme al Sony Xperia XZ1 e al Sony Xperia XZ1 Compact, la versione Xperia XA1 Plus, caratterizzata da uno schermo intermedio tra l'XA1 normale e l'XA1 Ultra, da 5.5 pollici di diagonale e risoluzione Full HD e dalla batteria maggiorata da 3430 mAh, mentre tutte le altre specifiche sono identiche a quelle dell'XA1 normale.

## Caratteristiche tecniche

### Hardware
Il Sony Xperia XA1 si caratterizza per un design caratterizzato dallo schermo con bordi laterali estremamente ridotti (Edge-to-Edge), colorazione continua su tutta la superficie del dispositivo e bordi leggermente curvi (2.5D).
Il chipset è un MediaTek Helio P20 con CPU Octa-core (4 Cortex-A53 a 2.3 GHz e 4 Cortex-A53 a 1.6 GHz) e GPU Mali-T880MP2, ha connettività 2G GSM, 3G HSPA, 4G LTE, Wi-Fi 802.11 a/b/g/n con Wi-Fi Direct ed hotspot, Bluetooth 4.2 con A2DP, aptX, LE, GPS con A-GPS e GLONASS, NFC, radio FM, USB-C 2.0.
Lo schermo è un 5 pollici IPS LCD con risoluzione HD 1280 x 720 pixel e densità di 294 ppi con tecnologia per il miglioramento dell'immagine e protetto da un vetro Corning Gorilla Glass.
XA1 è dotato di una fotocamera posteriore da 23 megapixel con sensore d'immagine Exmor RS da 1/2.3", f/2.0, messa a fuoco automatica ibrida, avvio e scatto rapido, zoom 5x e flash LED, pubblicizzata da Sony come "la miglior fotocamera nella sua categoria". La fotocamera anteriore è una 8 megapixel con sensore d'immagine Exmor R 1/4" con obiettivo grandangolare e f/2.0 SteadyShot. La registrazione di video avviene al massimo in Full HD@30fps in entrambe le fotocamere.
Analogamente al predecessore Xperia XA, il sensore d'impronte digitali è assente, mentre è integrato il classico tasto d'accensione Sony laterale OmniBalance.
La batteria agli ioni di litio è una 2300 mAh.

### Software
Xperia XA1 è venduto con Android 7.0 Nougat, con diverse aggiunte software, tra cui la Qnovo Adaptive Charging per preservare nel tempo la durata della batteria, le Xperia Action, tramite le quali il dispositivo impara le abitudini dell'utente e regola vari parametri quali luminosità o il volume in chiamata e lo Smart Cleaner, che ottimizza la memoria.